# Unión de Guardias Civiles
La Unión de Guardias Civiles es una asociación en el seno de la Guardia Civil española, compuesta por miembros de este cuerpo policial, creada con el fin de defender los derechos profesionales y sociales de los guardias civiles.
Por la naturaleza militar de la institución, en la Guardia Civil española están prohibidos los sindicatos profesionales, si bien, desde principios de la democracia existieron movimientos sindicales clandestinos. Estos movimientos fueron perseguidos, llegando incluso a ser detenidos y expulsados algunos de sus miembros —fue el caso del Sindicato Unificado de la Guardia Civil—, aunque  los tribunales españoles dieron la razón continuadamente en sus sentencias judiciales a los procesados, reconociendo la necesidad y oportunidad de la existencia del asociacionismo en el seno de la Institución.[cita requerida] Estas tensiones dieron como fruto la Ley Orgánica 12/2007, que legalizó, —si bien de manera muy vaga—  el ejercicio del derecho de «asociación profesional».
Tras las elecciones celebradas en enero de 2009, la Unión de Guardias Civiles aportó dos consejeros al recientemente creado Consejo de la Guardia Civil.[cita requerida]